# Yūmi Suzuki
Yūmi Suzuki (鈴木 夕湖?, Suzuki Yūmi; Hokkaidō, 2 dicembre 1991) è una giocatrice di curling giapponese.

## Carriera
Nel 2018 ha vinto la medaglia di bronzo nel torneo femminile ai Giochi olimpici di Pyeongchang, insieme alle compagne di squadra Satsuki Fujisawa, Chinami Yoshida, Yurika Yoshida e Mari Motohashi.

## Palmarès

### Olimpiadi
- Bronzo a Pyeongchang 2018;

### Mondiali
- Argento a Swift Current 2016.